# Stazione meteorologica di Scerni
La stazione meteorologica di Scerni è la stazione meteorologica di riferimento relativa alla località di Scerni.

## Coordinate geografiche
La stazione meteorologica si trova nell'area climatica dell'Italia centrale, in cui è compreso l'intero territorio regionale dell'Abruzzo, in provincia di Chieti, nel comune di Scerni,  a 287 metri s.l.m. e alle coordinate geografiche 42°07′N 14°34′E.

## Dati climatologici
In base alla media trentennale di riferimento 1961-1990, la temperatura media del mese più freddo, gennaio, si attesta a +6,1 °C; quella del mese più caldo, agosto, è di +24,0 °C .
| Scerni             | Mesi | Mesi | Mesi | Mesi | Mesi | Mesi | Mesi | Mesi | Mesi | Mesi | Mesi | Mesi | Stagioni | Stagioni | Stagioni | Stagioni | Anno |
| Scerni             | Gen  | Feb  | Mar  | Apr  | Mag  | Giu  | Lug  | Ago  | Set  | Ott  | Nov  | Dic  | Inv      | Pri      | Est      | Aut      | Anno |
| ------------------ | ---- | ---- | ---- | ---- | ---- | ---- | ---- | ---- | ---- | ---- | ---- | ---- | -------- | -------- | -------- | -------- | ---- |
| T. max. media (°C) | 8,9  | 10,6 | 13,2 | 17,3 | 21,6 | 26,0 | 28,7 | 28,8 | 25,0 | 19,4 | 14,5 | 11,2 | 10,2     | 17,4     | 27,8     | 19,6     | 18,8 |
| T. min. media (°C) | 3,3  | 3,7  | 5,8  | 8,9  | 12,9 | 16,7 | 19,2 | 19,2 | 16,5 | 12,4 | 8,6  | 5,3  | 4,1      | 9,2      | 18,4     | 12,5     | 11,0 |